# Rónan Kelleher
Pour les articles homonymes, voir Kelleher.

a Compétitions nationales et continentales officielles uniquement.

b Matchs officiels uniquement.
Dernière mise à jour le 4 août 2025.
Rónan Kelleher, né le 24 janvier 1998 à Dublin (Irlande), est un joueur international irlandais de rugby à XV. Il joue au poste de talonneur au Leinster Rugby en United Rugby Championship depuis 2019

## Biographie

### Jeunesse et formation
Né à Dublin,, Rónan Kelleher y a fréquenté le St. Michael's College, où son père était directeur. Son frère aîné, Cian Kelleher est également un joueur de rugby professionnel,,. 
Rónan Kelleher a d'abord joué aux postes d'arrière et d'ailier, puis au centre, enchainant ensuite en troisième ligne pendant une grande partie de sa carrière avec les jeunes. Passé finalement en première ligne, il s'installe au talon à l'âge de 16 ans.

### Carrière en club
Après avoir joué quatre matchs en British and Irish Cup avec l'équipe réserve du Leinster qui s'incline en finale de l'édition 2017-2018, il fait ses débuts avec l'équipe première en Pro14 en février 2019, en fin de saison 2018-2019, contre les Southern Kings. Il ne joue que deux matchs cette saison et ne participe donc pas aux phases finales de championnat durant lesquelles son équipe bat en finale les Glasgow Warriors sur le score de 15 à 18.
Durant la saison 2019-2020, le Leinster est atteint la finale du Pro14. Pour ce match, face à l'Ulster, Rónan Kelleher est titulaire en première ligne aux côtés de Cian Healy et Andrew Porter. Son équipe s'impose sur le score de 27 à 5,.
De même la saison suivante, en 2020-2021, le Leinster atteint de nouveau la finale. Cette fois, face au Munster, Kelleher est titulaire accompagné par les mêmes joueurs que l'année passée et son équipe l'emporte une fois de plus, sur le score de 16 à 6,. Il joue huit matchs toutes compétitions confondues cette saison.
En 2021-2022, il joue au total onze matchs inscrivant quatre essais. Sa province se qualifie qualifie dans un premier temps en finale de la Coupe d'Europe après avoir éliminé le Connacht, Leicester et le Stade toulousain. En finale, face au Stade rochelais, Kelleher est titulaire en première ligne avec Andrew Porter et Tadhg Furlong. Cependant, il se blesse à l'épaule dès la 14e minute de la rencontre et est contraint de céder sa place à Dan Sheehan. De plus son équipe est battue sur le score de 21 à 24. Cette blessure met fin à sa saison et l'empêche donc de disputer les phases finales du United Rugby Championship, et le Leinster est éliminé en demi-finale par l'équipe sud-africaine des Bulls.
Encore une fois en 2022-2023, son équipe est dans un premier temps éliminée en demi-finale du United Rugby Championship par le Munster qui remportera la compétition. Toutefois, la province se qualifie en finale de la Champions Cup où elle affronte le Stade rochelais pour la seconde année consécutive. Pour cette rencontre, Kelleher est sur le banc des remplaçants, avant d'entrer en jeu en seconde période, mais les Rochelais l'emportent une fois de plus, sur le score de 27 à 26. Il perd ainsi sa deuxième finale dans la compétition en deux ans,.
Durant la saison 2024-2025, il remporte la finale du United Rugby Championship en battant les Sud-Africains des Bulls sur le score de 32 à 7. Il s'agit du premier titre gagné par le Leinster depuis 2021, après de nombreuses finales perdues.

### Carrière internationale
Déjà international irlandais avec les jeunes, notamment aux Championnats du monde des moins de 20 ans 2017 et 2018, Rónan Kelleher reçoit son premier appel en équipe senior le 15 janvier 2020 pour le Tournoi des Six Nations 2020. Il fait ses débuts en tant que remplaçant contre l'Écosse le 1er février 2020,.
Il est sélectionné pour le Tournoi des Six Nations 2022, durant lequel il joue les deux premiers matchs avant de se blesser à l'épaule mettant ainsi fin à son tournoi. L'Irlande termine en deuxième position derrière la France qui réalise le Grand Chelem.
Début janvier 2023, il est convoqué en équipe d'Irlande par Andy Farrell pour disputer le Tournoi des Six Nations. Malgré la forte concurrence à son poste où jouent Rob Herring et Dan Sheehan, il joue tout de même trois matchs dans ce tournoi dont un en tant que titulaire. L'Irlande remporte la compétition en réalisant le Grand Chelem. Il remporte ainsi son premier titre en sélection nationale.
Fin mai 2023, il est présélectionné dans un groupe de 42 joueurs pour préparer la Coupe du monde 2023 avec son pays,.
En janvier 2024, il est sélectionné pour le Tournoi des Six Nations.
Début mai 2025, il est convoqué pour la tournée des Lions britanniques et irlandais en Australie. Il honore sa première sélection avec cette équipe face à l'Argentine le 20 juin suivant. 

## Statistiques

### En province
| Saison         | Club           | Championnat               | Championnat | Championnat | Coupe d'Europe | Coupe d'Europe | Coupe d'Europe |
| Saison         | Club           | Compétition               | Matchs      | Essais      | Compétition    | Matchs         | Essais         |
| -------------- | -------------- | ------------------------- | ----------- | ----------- | -------------- | -------------- | -------------- |
| 2017-2018      | Leinster       | British and Irish Cup     | 4           | -           | Coupe d'Europe | -              | -              |
| 2018-2019      | Leinster       | Pro14                     | 2           | -           | Coupe d'Europe | -              | -              |
| 2019-2020      | Leinster       | Pro14                     | 9           | 7           | Coupe d'Europe | 4              | 1              |
| 2020-2021      | Leinster       | Pro14                     | 3           | -           | Coupe d'Europe | 3              | -              |
| 2020-2021      | Leinster       | Pro14 Rainbow Cup         | 2           | -           | Coupe d'Europe | 3              | -              |
| 2021-2022      | Leinster       | United Rugby Championship | 4           | 3           | Coupe d'Europe | 7              | 1              |
| 2022-2023      | Leinster       | United Rugby Championship | 5           | 1           | Coupe d'Europe | 4              | 3              |
| Total Leinster | Total Leinster | Total Leinster            | 29          | 11          | Coupe d'Europe | 18             | 5              |

### Internationales

#### Équipe d'Irlande des moins de 20 ans
Rónan Kelleher a disputé onze matchs avec l'équipe d'Irlande des moins de 20 ans en deux saisons, prenant part à deux éditions du Tournoi des Six Nations des moins de 20 ans en 2017 et 2018 et une édition du Championnat du monde junior en 2017. Il a inscrit deux essais, soit dix points.

#### Équipe d'Irlande
Au 19 décembre 2024 Rónan Kelleher compte 39 sélections en équipe d'Irlande pour 8 essais marqués, soit 40 points. Il a pris part à quatre éditions du Tournoi des Six Nations de 2020 à 2022.
| Année | Compétition | Matchs | Points | Essais |
| ----- | ----------- | ------ | ------ | ------ |
| 2020  | Six Nations | 3      | -      | -      |
| 2020  | Test matchs | 3      | -      | -      |
| 2021  | Six Nations | 5      | 5      | 1      |
| 2021  | Test matchs | 5      | 25     | 5      |
| 2022  | Six Nations | 2      | -      | -      |
| 2023  | Six Nations | 3      | -      | -      |
| Total | Total       | 21     | 30     | 6      |

| Numéro | Date             | Lieu                  | Adversaire       | Compétition             | Résultat | Score |
| ------ | ---------------- | --------------------- | ---------------- | ----------------------- | -------- | ----- |
| 1      | 14 février 2021  | Aviva Stadium, Dublin | France           | Tournoi des Six Nations | Défaite  | 13-15 |
| 2      | 10 juillet 2021  | Aviva Stadium, Dublin | États-Unis       | Test match              | Victoire | 71-10 |
| 3      | 10 juillet 2021  | Aviva Stadium, Dublin | États-Unis       | Test match              | Victoire | 71-10 |
| 4      | 10 juillet 2021  | Aviva Stadium, Dublin | États-Unis       | Test match              | Victoire | 71-10 |
| 5      | 13 novembre 2021 | Aviva Stadium, Dublin | Nouvelle-Zélande | Test match              | Victoire | 29-20 |

## Palmarès

### En province
- Leinster
  - Finaliste de la British and Irish Cup en 2018
  - Vainqueur du Pro14/United Rugby Championship en 2019, 2020, 2021 et 2025
  - Finaliste de la Coupe d'Europe en 2022, 2023 et 2024

### En sélection nationale
- Irlande
  - Vainqueur du Tournoi des Six Nations en 2023 (Grand Chelem) et 2024